# Bodor Boldizsár
Bodor Boldizsár (Pécs, 1982. április 27. –) magyar válogatott labdarúgó.

## Pályafutása
Karrierjét szülővárosa első számú csapatában, a Pécsben kezdte, 1999-ben. Mindössze egy szezon után a belga élvonalbeli Germinal Beerschot játékosa lett. Itt 2004-ig szerepelt, ezalatt 78 mérkőzésen lépett pályára, amelyen két gólt szerzett.
2004-2011-ig a holland Roda JC játékosa volt. Legnagyobb sikerét 2008-ban érte el, amikor kupadöntőt játszhatott csapatával.                                              A 2011-2012-es szezont a görög OFI-ban húzta le, 16 mérkőzésen 1 gólt szerzett.                                                                                                       2012-2013-ban Belgiumban a KFCO Beerschot csapatában játszott: 10 mérkőzésen 1 gól.                                                                                             2013-2014-es szezonban újra Hollandiába szerződött Bodor, ezúttal a NAC Bredában 17 mérkőzésen jutott szóhoz.                                                            2015: Új szezon, visszatérés Belgiumba - a belga ötödosztályban szereplő KFC Antonia színeiben találjuk az egykori válogatott játékost.

## Sikerei, díjai
- Roda JC:
  - Kupadöntős: 2008

## Statisztika

### Klubcsapatban
| Szezon    | Egyesület          | Bajnokság      | Mérk. | Gól |
| --------- | ------------------ | -------------- | ----- | --- |
| 1999–2000 | Pécsi MFC          | NB1            | 9     | 1   |
| 2000–2001 | Germinal Beerschot | Jupiler League | 4     | 0   |
| 2001–2002 | Germinal Beerschot | Jupiler League | 28    | 1   |
| 2002–2003 | Germinal Beerschot | Jupiler League | 26    | 1   |
| 2003–2004 | Germinal Beerschot | Jupiler League | 21    | 0   |
| 2004–2005 | Roda JC            | Eredivisie     | 31    | 0   |
| 2005–2006 | Roda JC            | Eredivisie     | 34    | 3   |
| 2006–2007 | Roda JC            | Eredivisie     | 29    | 2   |
| 2007–2008 | Roda JC            | Eredivisie     | 27    | 4   |
| 2008–2009 | Roda JC            | Eredivisie     | 29    | 4   |
| Összesen  | Összesen           | Összesen       | 238   | 16  |

### Mérkőzései a válogatottban
| Magyarország | Magyarország         | Magyarország                         | Magyarország | Magyarország | Magyarország | Magyarország | Magyarország | Magyarország |
| #            | Dátum                | Helyszín                             | Hazai        | Eredmény     | Vendég       | Kiírás       | Gólok        | Esemény      |
| ------------ | -------------------- | ------------------------------------ | ------------ | ------------ | ------------ | ------------ | ------------ | ------------ |
| 1.           | 2003. november 19.   | Budapest, Üllői úti Stadion          | Magyarország | 0 – 1        | Észtország   | barátságos   | -            | 85'          |
| 2.           | 2004. február 18.    | Páfosz (CYP)                         | Magyarország | 2 – 0        | Örményország | barátságos   | -            |              |
| 3.           | 2004. március 31.    | Budapest, Puskás Ferenc Stadion      | Magyarország | 1 – 2        | Wales        | barátságos   | -            | 89'          |
| 4.           | 2004. április 28.    | Budapest, Puskás Ferenc Stadion      | Magyarország | 1 – 4        | Brazília     | barátságos   | -            | a szünetben  |
| 5.           | 2004. június 2.      | Tiencsin, Teda Football Stadium      | Kína         | 2 – 1        | Magyarország | barátságos   | -            |              |
| 6.           | 2004. június 6.      | Kaiserslautern, Fritz Walter Stadion | Németország  | 0 – 2        | Magyarország | barátságos   | -            | 90+2'        |
| 7.           | 2004. augusztus 18.  | Glasgow, Hampden Park                | Skócia       | 0 – 3        | Magyarország | barátságos   | -            | 87'          |
| 8.           | 2004. október 9.     | Stockholm, Råsunda Stadion           | Svédország   | 3 – 0        | Magyarország | vb-selejtező | -            |              |
| 9.           | 2006. november 15.   | Székesfehérvár, Sóstói Stadion       | Magyarország | 1 – 0        | Kanada       | barátságos   | -            | 71'          |
| 10.          | 2007. március 24.    | Podgorica                            | Montenegró   | 2 – 1        | Magyarország | barátságos   | -            | 15'          |
| 11.          | 2007. március 28.    | Budapest, Szusza Ferenc Stadion      | Magyarország | 2 – 0        | Moldova      | Eb-selejtező | -            |              |
| 12.          | 2007. június 2.      | Iráklio, Pankritio                   | Görögország  | 2 – 0        | Magyarország | Eb-selejtező | -            |              |
| 13.          | 2008. május 31.      | Budapest, Szusza Ferenc Stadion      | Magyarország | 1 – 1        | Horvátország | barátságos   | -            |              |
| 14.          | 2008. augusztus 20.  | Budapest, Puskás Ferenc Stadion      | Magyarország | 3 – 3        | Montenegró   | barátságos   | -            | 80'          |
| 15.          | 2008. szeptember 10. | Stockholm, Råsunda Stadion           | Svédország   | 2 – 1        | Magyarország | vb-selejtező | -            | 80'          |
| 16.          | 2008. október 15.    | Ta’ Qali, Nemzeti Stadion            | Málta        | 0 – 1        | Magyarország | vb-selejtező | -            |              |
| 17.          | 2009. február 11.    | Ramat Gan, Ramat Gan Stadion         | Izrael       | 1 – 0        | Magyarország | barátságos   | -            | 84'          |
| 18.          | 2009. március 28.    | Tirana, Qemal Stafa Stadion          | Albánia      | 0 – 1        | Magyarország | vb-selejtező | -            |              |
| 19.          | 2009. április 1.     | Budapest, Puskás Ferenc Stadion      | Magyarország | 3 – 0        | Málta        | vb-selejtező | -            |              |
| 20.          | 2009. augusztus 12.  | Budapest, Puskás Ferenc Stadion      | Magyarország | 0 – 1        | Románia      | barátságos   | -            | 82'          |
| 21.          | 2009. november 14.   | Gent, Jules Ottenstadion             | Belgium      | 3 – 0        | Magyarország | barátságos   | -            | a szünetben  |
| 22.          | 2010. március 3.     | Győr, ETO Park                       | Magyarország | 1 – 1        | Oroszország  | barátságos   | -            | 62'          |
| 23.          | 2010. május 29.      | Budapest, Puskás Ferenc Stadion      | Magyarország | 0 – 3        | Németország  | barátságos   | -            | a szünetben  |
| 24.          | 2010. június 5.      | Amszterdam, Amsterdam ArenA          | Hollandia    | 6 – 1        | Magyarország | barátságos   | -            |              |
|              | Összesen             |                                      |              | 24           | mérkőzés     |              | 0            | gól          |